# طارق صباغ
طارق الصباغ ممثل سوري تاريخ الولادة 1988م، والده الممثل عبد الهادي صباغ.

## أعماله
- آخر أيام التوت مسلسل عام 1999 بدور بلال
- لشو الحكي مسلسل عام 2001
- مبروك مسلسل عام 2001
- قلة ذوق وكثرة غلبة مسلسل عام 2002 بدور فتحي
- أيامنا الحلوة مسلسل عام 2003 بدور رامي
- رجال تحت الطربوش مسلسل عام 2004 بدور يزن
- ليالي الصالحية مسلسل عام 2004
- الظاهر بيبرس مسلسل عام 2004 بدور نور الدين علي
- الشمس تشرق من جديد مسلسل عام 2005 بدور أمين
- أشياء تشبه الحب مسلسل عام 2007
- أسير الأنتقام مسلسل عام 2007 بدور ماجد
- زهرة النرجس مسلسل عام 2008 بدور علي
- يوم ممطر آخر مسلسل عام 2008
- أولاد القيمرية مسلسل عام 2008 بدور كامل
- طريق النحل مسلسل عام 2009 بدور قيس
- باب الحارة الجزء الرابع مسلسل عام 2009 بدور أبو عبدو
- تخت شرقي مسلسل عام 2010 بدور بول
- لعنة الطين مسلسل عام 2010
- الزعيم مسلسل عام 2011 بدور رشيد
- الولادة من الخاصرة مسلسل عام 2011 بدور حسام
- الانفجار مسلسل عام 2012
- زمن البرغوت مسلسل عام 2013 بدور خيرو
- الحب كله مسلسل عام 2014
- مسلسل وهم عام 2015